# Vittore Martini
Vittore Martini, noto anche come Rino (Mazzo di Rho, 22 aprile 1912 – Milano, 17 gennaio 1993), è stato un allenatore di calcio e calciatore italiano, di ruolo portiere.

## Carriera

### Calciatore
Esordì con la Ternana, per poi passare alla Juventus Trapani di Heinrich Schönfeld e successivamente alla Catanzarese.
Giocò in Serie A con Milan e Liguria, per complessive 18 partite in massima serie. e in Serie B con Catanzarese e Savona, per complessive 53 presenze.
Nel campionato di Serie B 1940-1941, nelle file del Savona, segnò due reti: la prima il 22 dicembre 1940 contro il Siena all'89' minuto, direttamente dalla propria area, mentre la seconda su calcio di rigore contro l'Alessandria.
In seguito passa al Liguria e, terminata la guerra (durante la quale milita nel Legnano), lascia la formazione ligure ridenominatasi Sampierdarenese per concludere la carriera al Sud, nel Marsala.

### Allenatore
Ritiratosi dal calcio giocato, divenne allenatore. Trasferitosi in Portogallo, guidò nella stagione 1949-1950 il Belenenses, con cui ottenne il quarto posto nel massimo campionato lusitano. Successivamente, nella stagione 1955-1956, divenne l'allenatore del Vitória Setúbal, ottenendo il nono posto.
Dal 13 marzo 1957 al 1º ottobre dell'anno seguente guidò la nazionale di calcio della Grecia. Allenandola per 7 partite; con 2 vittorie 1 pareggio e 4 sconfitte; con 7 goal fatti e 17 goal subiti. Subì inoltre una pesante sconfitta per 1 ad 7 contro la Francia durante le qualificazioni al campionato europeo di calcio 1960.
Nella stagione 1958-1959 fu alla guida dell'AEK Atene, ottenendo con i capitolini il secondo posto in campionato, a due punti dai vincitori dell'Olympiacos.
Allenò il Vigevano, in Serie B, nell'ultima parte del campionato 1958-1959. Nella stagione 1965-1966 diviene l'allenatore della società svizzera Chiasso, sulla cui panchina avrebbe guidato i ticinesi per otto incontri, con un bilancio di sei sconfitte e due vittorie ottenute.

## Palmarès

### Giocatore

#### Competizioni nazionali
- Serie C: 1

Catanzarese: 1935-1936